# Henry Lascelles, IV conte di Harewood
Henry Thynne Lascelles, IV conte di Harewood (18 giugno 1824 – 24 giugno 1892) è stato un nobile inglese.

## Biografia
Era il primogenito di Henry Lascelles, III conte di Harewood, e di sua moglie, Lady Louisa Thynne, figlia di Thomas Thynne, II marchese di Bath.

## Matrimonio

### Primo Matrimonio
Sposò, il 17 luglio 1845, Lady Elizabeth de Burgh (22 febbraio 1826-26 febbraio 1854), figlia di John de Burgh, I marchese di Clanricarde e Harriet Canning. Ebbero sei figli:
- Henry Lascelles, V conte di Harewood (21 agosto 1846-6 ottobre 1929);
- Lord Frederick Canning Lascelles (6 maggio 1848-31 dicembre 1928), sposò Mary Frederica Liddell, ebbero sei figli;
- Lord Gerald William Lascelles (26 ottobre 1849-11 febbraio 1928), sposò Costanza Philipson, ebbero quattro figli;
- Lord Charles George Lascelles (23 gennaio 1851-19 febbraio 1886);
- Lady Constance Mary Lascelles (27 maggio 1852-23 agosto 1932), sposò Beilby Lawley, III barone Wenlock, ebbero una figlia;
- Lady Margaret Joan Lascelles (2 ottobre 1853-19 settembre 1927), sposò Cuffe Hamilton, V conte di Desart, ebbe due figlie.

### Secondo Matrimonio
Sposò, il 21 aprile 1858, Diana Smyth (1838-4 marzo 1904), figlia di John George Smyth e Diana Bosville Macdonald. Ebbero otto figli:
- Lady Susan Elizabeth Lascelles (21 maggio 1860-22 gennaio 1925), sposò Francis Sutton, ebbero cinque figli;
- Lord Edwin Harry Lascelles (3 agosto 1861-16 gennaio 1924);
- Lord Daniel Harry Lascelles (1º agosto 1862-28 novembre, 1904);
- Lord George Algernon Lascelles (2 agosto 1865-25 maggio 1932), sposò Mabel Massey, ebbero una figlia;
- Lord William Horace Lascelles (15 febbraio 1868-7 maggio 1949), sposò Madeline Barton, ebbero cinque figli;
- Lord Francis John Lascelles (29 dicembre 1871-9 maggio 1925), sposò Gertie Stradling, ebbero una figlia;
- Lord Eric James Lascelles (2 marzo 1873-24 giugno 1901);
- Lady Mary Diana Lascelles (24 maggio 1877-23 luglio 1930), sposò Robert Doyne, ebbero un figlio.

## Morte
Morì il 24 giugno 1892.

## Ascendenza
|                                        |                                   |                                     | Genitori                              |  |  | Nonni |  |  | Bisnonni                              |  |  | Trisnonni        |  |
|                                        |                                   |                                     |                                       |  |  |       |  |  | Edward Lascelles, I conte di Harewood |  |  | Edward Lascelles |  |
|                                        |                                   |                                     |                                       |  |  |       |  |  | Edward Lascelles, I conte di Harewood |  |  | Edward Lascelles |  |
|                                        |                                   | Frances Ball                        |                                       |  |  |       |  |  | Edward Lascelles, I conte di Harewood |  |  |                  |  |
| Henry Lascelles, II conte di Harewood  |                                   |                                     |                                       |  |  |       |  |  | Edward Lascelles, I conte di Harewood |  |  |                  |  |
|                                        |                                   | Anne Chaloner                       | William Chaloner                      |  |  |       |  |  |                                       |  |  |                  |  |
|                                        |                                   | Anne Chaloner                       | William Chaloner                      |  |  |       |  |  |                                       |  |  |                  |  |
|                                        |                                   | Anne Chaloner                       | Mary Finny                            |  |  |       |  |  |                                       |  |  |                  |  |
| Henry Lascelles, III conte di Harewood |                                   | Anne Chaloner                       |                                       |  |  |       |  |  |                                       |  |  |                  |  |
|                                        |                                   | John Sebright, VI baronetto         | Thomas Sebright, IV baronetto         |  |  |       |  |  |                                       |  |  |                  |  |
|                                        |                                   | John Sebright, VI baronetto         | Thomas Sebright, IV baronetto         |  |  |       |  |  |                                       |  |  |                  |  |
|                                        |                                   | John Sebright, VI baronetto         | Henrietta Dashwood                    |  |  |       |  |  |                                       |  |  |                  |  |
| Henrietta Sebright                     |                                   | John Sebright, VI baronetto         |                                       |  |  |       |  |  |                                       |  |  |                  |  |
|                                        |                                   | Sarah Knight                        | Edward Knight                         |  |  |       |  |  |                                       |  |  |                  |  |
|                                        |                                   | Sarah Knight                        | Edward Knight                         |  |  |       |  |  |                                       |  |  |                  |  |
|                                        |                                   | Sarah Knight                        | Elizabeth James                       |  |  |       |  |  |                                       |  |  |                  |  |
| Henry Lascelles, IV conte di Harewood  |                                   | Sarah Knight                        |                                       |  |  |       |  |  |                                       |  |  |                  |  |
|                                        | Thomas Thynne, I marchese di Bath | Thomas Thynne, II visconte Weymouth |                                       |  |  |       |  |  |                                       |  |  |                  |  |
|                                        | Thomas Thynne, I marchese di Bath | Thomas Thynne, II visconte Weymouth |                                       |  |  |       |  |  |                                       |  |  |                  |  |
|                                        | Thomas Thynne, I marchese di Bath | Louisa Carteret                     |                                       |  |  |       |  |  |                                       |  |  |                  |  |
| Thomas Thynne, II marchese di Bath     | Thomas Thynne, I marchese di Bath |                                     |                                       |  |  |       |  |  |                                       |  |  |                  |  |
|                                        |                                   | Elizabeth Bentinck                  | William Bentinck, II duca di Portland |  |  |       |  |  |                                       |  |  |                  |  |
|                                        |                                   | Elizabeth Bentinck                  | William Bentinck, II duca di Portland |  |  |       |  |  |                                       |  |  |                  |  |
|                                        |                                   | Elizabeth Bentinck                  | Margaret Harley                       |  |  |       |  |  |                                       |  |  |                  |  |
| Louisa Thynne                          |                                   | Elizabeth Bentinck                  |                                       |  |  |       |  |  |                                       |  |  |                  |  |
|                                        |                                   | George Byng, IV visconte Torrington | George Byng, III visconte Torrington  |  |  |       |  |  |                                       |  |  |                  |  |
|                                        |                                   | George Byng, IV visconte Torrington | George Byng, III visconte Torrington  |  |  |       |  |  |                                       |  |  |                  |  |
|                                        |                                   | George Byng, IV visconte Torrington | Elizabeth Daniel                      |  |  |       |  |  |                                       |  |  |                  |  |
| Isabella Elizabeth Byng                |                                   | George Byng, IV visconte Torrington |                                       |  |  |       |  |  |                                       |  |  |                  |  |
|                                        |                                   | Lucy Boyle                          | John Boyle, V conte di Cork           |  |  |       |  |  |                                       |  |  |                  |  |
|                                        |                                   | Lucy Boyle                          | John Boyle, V conte di Cork           |  |  |       |  |  |                                       |  |  |                  |  |
|                                        |                                   | Lucy Boyle                          | Margaret Hamilton                     |  |  |       |  |  |                                       |  |  |                  |  |
|                                        |                                   | Lucy Boyle                          |                                       |  |  |       |  |  |                                       |  |  |                  |  |